# Gretchen Rubin
Gretchen Rubin nata Gretchen Anne Craft (14 dicembre 1965) è una scrittrice statunitense.
È autrice di Progetto felicità e Cambiare è facile: Come liberarsi dalle cattive abitudini e vivere felici, pubblicati in italiano da Sonzogno.